# Йонге, Герхард де
Герхард де Йонге (нем. Gerhard de Jonge; 22 июня 1875, Эмден — 1 мая 1945, Бранденбург-на-Хафеле) — немецкий инженер и чиновник по строительству железных дорог, профессор и ректор Технического университета Гданьска.

## Биография
Герхард де Йонге родился 22 июня 1875 года в Эмдене — он был вторым сыном художника Йоханнеса де Йонге и его жены Хильке (урожд. Тоорен). Герхард учился в гимназии в Эмдене, а затем — изучал машиностроение в Техническом университете Шарлоттенбурга. Будучи студентом, он стал членом Академической ассоциации «Motiv Berlin» (Akademischer Verein Motiv Berlin). По окончании ВУЗа начал работать референдарием строительного ведомства в Берлине. В марте 1901 года он выиграл конкурс «AIV-Schinkel-Preis» от Берлинской ассоциации архитекторов (Architekten-Verein zu Berlin) за создание проекта по строительству железной дороги: на приз претендовали 14 проектов, связывавших два железнодорожных пути в Берлине. В июне 1901 года де Йонге был назначен государственным оценщиком (Assessor), а в 1906 — стал государственным инженером по строительству и эксплуатации железных дорог в регионе Эльзас-Лотарингия. Работал государственным архитектором в Страсбурге, а затем — в качестве главы железнодорожного управления в Саргемине и Мюлузе. С 1913 года состоял в Императорском строительном совете.
С декабря 1914 года и до своей смерти Герхард де Йонге являлся полным профессором в Техническом университете Гданьска: преподавал на кафедре железнодорожного строительства и эксплуатации. Во время Первой мировой войны он вошел в состав отдела безопасности в администрации железных дорог Данцига. С 1 июля 1923 года по 30 июня 1924 года он также являлся ректором Гданьского университета. 11 ноября 1933 года де Йонг был среди более 900 ученых и преподавателей немецких университетов и вузов, подписавших «Заявление профессоров о поддержке Адольфа Гитлера и национал-социалистического государства». Скончался 1 мая 1945 года в Бранденбурге-на-Хафеле.